# بضة (حضرموت)
بضة هي إحدى قرى عزلة صيف بمديرية دوعن التابعة لمحافظة حضرموت، بلغ تعداد سكانها 1112 نسمة حسب تعداد اليمن لعام 2004. تقع القرية في الجزء الأيمن لوادي دوعن راسية على حضن سلسلة من الجبال المطلة على مجرى الوادي من جهتين: جهة مجرى الوادي الرئيسي، وجهة شعب وادي صر، حتى آلت اليوم إلى التوسع في العمران وأصبح بها مناطق عديدة. ويحيط بالقرية بساتين أشجار النخيل على شكل حزام ملتف حولها والتي أضفت إليها منظرًا خلابًا. وهي مقر منصبة آل العمودي قاطبة.

## سبب التسمية
سميت بضة بهذا الاسم من بضيض الماء، فيقال بَضَّ الماء إذا نزل قليلا قليلا. إذ تقع على مقربة من المصنعة حصن المنصب وتحتها بالتحديد عين غبرة ماؤها قليل فلعلها سميت من ذلك. هكذا قال الحبيب أحمد بن حسن العطاس وكذا معروف عند بعض أهل البلد. وتسمى بضة أيضًا بـ«الشعباء» وسميت بهذا الاسم لأنها تقع على ضفاف واديين الوادي الرئيسي دوعن ووادي شعب صر مما جعل شكلها على شكل الشعباء، وشكل الشعباء يشبه الرقم سبعة.

## التاريخ
لم يعرف اسم بضة ويشتهر إلا بعد أن سكنها آل العمودي وخاصة بعد انتقال زاوية الشيخ سعيد بن عيسى العمودي إليها على يد الشيخ عثمان بن أحمد الأخير العمودي. فقد كانت عاصمة الدولة العمودية التي أسسها الشيخ عثمان بن أحمد الأخير العمودي. وأما المنطقة نفسها فقد كانت موجودة من زمن بعيد حيث وجد بها نقوش حميرية موجودة في أحد شعاب المنطقة. وموقعها الاستراتيجي دليل على قدمها إذ تمر خلالها ثلاثة أودية هي: الوادي الرئيسي دوعن، ووادي شعب صر، وكذلك وادي شعب ظرفون.

## السكان
بالإضافة إلى المشايخ آل العمودي والذين هم أكثر أهل هذه المنطقة وولاتها هناك السادة العلويين منهم: آل العطاس، وآل خرد، وآل باعقيل، وآل الجفري، وآل مساوى. وقليل من أسر القبائل. ومن السكان أيضا: آل باوهاب، وآل باعيشرة، والبوجير، والباصبيح، وآل عبدون، والبسحم، والبابعير، والمير، وآل بن زقر، والصوغ، كالباعلي والعماري وغيرهم. وفي الآونة الأخيرة نزح إليها العديد من البادية (الشروج)، وهناك العديد من الأسر التي هاجرت ولم تعد إلى اليوم والعديد من الأسر التي انقرضت وكلت والتي كانت من سكان بضة.

## المعالم
هناك الكثير من المعالم التاريخية لبضة نذكر بعضها:
- دار الجد: ويعود بناء هذه الدار إلى القرن الثامن الهجري.
- نظام الري: وهو نظام فريد تتميز به هذه القرية دون سواها وإن كان هناك بعض الشبه مع نظام الري لبقية قرى الوادي. فهناك ساقيتين: الساقية الطالعية، والساقية الهابطية، حيث يوجد هناك سور للساقية الطالعية ارتفاعه حوالي ثمانية أمتار تقريبا عن الساقية الهابطية وهو سور مبني من الحجر (مضلعة) ناهيك عن نظام سقي بساتين النخيل (الحيضان) والحبوب (الحجل - المال). أسس هذا النظام الشيخ محمد بن عثمان بن عمر مولى خضم العمودي عامر بضة، وقد كان هذا النظام مبني على هندسة وإحكام فقد وجد على إحدى سواري المسجد الجامع، جامع الشيخ محمد بن عثمان، القديم وحدات نظام قديمة فرعونية، أي أنه درس الهندسة الفرعونية ونفذ على أساسها نظام الري في بضة. وهناك بعض الطرق التي استخدمها للقياس والوزن.
- جامع الشيخ محمد بن عثمان العمودي الذي أعيدت عمارته في محرم من عام 1392 هـ.
- مسجد الحصن (حصن باعبد الصمد): والذي تأسس عام 1061 هـ وأعيد بناؤه وتجديده في ربيع الأول من عام 1414 هـ.
- كريف بضة: والذي كان يكفي أهل المنطقة ما يقارب التسعة أشهر. وهو كريف ضخم في وقته. والكرف من حضارة اليمنيين قديما وحتى اليوم لحفظ الماء.
- مصنعة آل حسين العمودي: يقال بأنها أول مصنعة، ومبنى هذه المصنعة باقي إلى الآن ويتميز بموقعه الاستراتيجي فهو يقع وسط البلاد من الأعلى.